# Choroba Dariera
Choroba Dariera (choroba Dariera-White’a, łac. keratosis follicularis, dyskeratosis follicularis, ang. Darier-White disease, Darier’s disease, DAR, DD) – genetycznie uwarunkowana choroba skóry, spowodowana zaburzeniem rogowacenia w obrębie mieszków włosowych i poza nimi. Zmiany dotyczą skóry, paznokci i błon śluzowych. W części przypadków obrazowi klinicznemu choroby towarzyszą zaburzenia rozwojowe.

## Etiopatogeneza
U podłoża choroby Dariera leży mutacja genu ATP2A2, kodującego znajdującą się w retikulum endoplazmatycznym pompę wapniową – ATP-azę SERCA2. Białko to utrzymuje poziom jonów wapnia w keratynocytach, od czego zależy funkcjonowanie połączeń desmosomalnych i różnicowanie keratynocytów. Rezultatem mutacji jest dysfunkcja połączeń desmosomalnych i akantoliza.
Choroba jest dziedziczona w sposób autosomalny dominujący. Nieco częściej występuje u mężczyzn.

## Objawy i przebieg
Zmiany skórne mają charakter drobnych, brodawkowatych, brunatnej barwy grudek, zajmujących okolice łojotokowe (tj. głowę, czoło, tułów) oraz okolice zgięciowe. Grudki mają tendencję do łączenia się i zlewania z tworzeniem blaszek. Niekiedy pojawiają się wykwity pęcherzykowe (odmiana pęcherzykowa choroby Dariera). Na kończynach dolnych występują przerosłe, bujające zmiany skórne; na grzbietach dłoni wykwity przypominają płaskie brodawki.
W okolicy ujść gruczołów potowych na dłoniach i stopach występują charakterystyczne drobne wgłębienia (ang. pits).
Zajęte są również paznokcie i błony śluzowe.
Z objawów podmiotowych może wystąpić świąd, rzadko nasilony.
Choroba towarzyszy choremu przez całe życie; w znacznym stopniu pogarsza jakość życia stanowiąc poważny defekt kosmetyczny, wiąże się też ze zwiększonym ryzykiem nawrotowych bakteryjnych i wirusowych infekcji skóry. Nierzadkie jest współistnienie zaburzeń rozwojowych u chorych z chorobą Dariera: upośledzenia umysłowego, hipogonadyzmu, torbieli kostnych.

## Obraz histologiczny
Typowymi cechami w obrazie mikroskopowym bioptatu skóry chorego są:
- akantoliza, prowadząca do utworzenia szczelin ponad warstwą podstawna naskórka (dno szczelin stanowią brodawki skórne pokryte jedną warstwą keratynocytów warstwy podstawnej, sklepienie szczeliny stanowi gruba warstwa keratynocytów);
- hiperkeratoza, polegająca na zwiększeniu grubości naskórka;
- dyskeratoza, dająca obraz charakterystycznych ciałek okrągłych (fr. corps ronds), będącymi keratynocytami warstwy kolczystej, ziarnistej i rogowej, z piknotycznym jądrem komórkowym i wąskim zasadochłonnym pasmem cytoplazmy na obwodzie, oraz ziaren (grains), keratynocytów z wydłużonymi jądrami spotykanych głównie w obrębie warstwy rogowej i w szczelinach akantolitycznych.

## Różnicowanie
- Choroba Haileya-Haileya (morbus Hailey-Hailey)
- Wyprysk łojotokowy (eczema seborrhoicum).

## Leczenie i profilaktyka
Profilaktyka polega na unikaniu promieniowania ultrafioletowego, które nasila zmiany skórne. W przypadku silnego świądu stosuje się hydroksyzynę.
W leczeniu stosuje się retinoidy (Tigason, Acitretin), jednak po osiągnięciu poprawy i odstawieniu leków występują nawroty. Wadą jest też wysoki koszt terapii.